# Skotniki (Samborzec)
Skotniki ist ein Dorf der Gemeinde Samborzec, Powiat Sandomierski, Woiwodschaft Heiligkreuz, Polen. Es liegt ca. 4 km südlich von Samborzec, 11 km südwestlich von Sandomierz und 78 km östlich der regionalen Hauptstadt Kielce.

## Sehenswürdigkeiten
- Kościół pw. św. Jana Chrzciciela (Kirche des Hl. Johannes der Täufer) aus dem 14. Jahrhundert[3]
- Pfarrfriedhof[3]
- Hofpalast-Komplex, bestehend aus[4]:
  - Gutshof zur Verteidigung aus dem Anfang des 18. Jahrhunderts mit Standerker aus dem 14. Jahrhundert
  - Park
  - Festungsgraben